# John F. Kennedy
John Fitzgerald Kennedy (29 tháng 5 năm 1917 – 22 tháng 11 năm 1963), thường được gọi là JFK, là một chính trị gia người Mỹ, giữ chức Tổng thống thứ 35 của Hợp chúng quốc Hoa Kỳ từ năm 1961 cho đến khi bị ám sát vào năm 1963. Ông là chính khách trẻ tuổi nhất từng đắc cử Tổng thống Hoa Kỳ. Kennedy điều hành nước Mỹ vào thời kỳ đỉnh cao của Chiến tranh Lạnh, và phần lớn chính sách đối ngoại của ông liên quan đến mối quan hệ với Liên Xô và Cuba. Là một đảng viên Dân chủ, Kennedy đại diện cho Massachusetts tại cả hai viện của Quốc hội Hoa Kỳ trước khi nhậm chức tổng thống.
Là thành viên trong gia tộc Kennedy danh giá ở Brookline, Massachusetts, Kennedy tốt nghiệp Đại học Harvard năm 1940, gia nhập Lực lượng Dự bị Hải quân Hoa Kỳ vào năm sau đó. Trong Thế chiến thứ hai, ông chỉ huy các thuyền PT ở mặt trận Thái Bình Dương. Việc Kennedy sống sót sau vụ chìm tàu PT-109 và giải cứu những người thủy thủ đồng đội đã khiến ông trở thành một anh hùng chiến tranh và được trao tặng Huân chương Hải quân và Thủy quân Lục chiến, nhưng cũng khiến ông bị thương nghiêm trọng. Sau một thời gian ngắn làm báo, Kennedy đại diện cho tầng lớp lao động ở quận Boston tại Hạ viện Hoa Kỳ từ năm 1947 đến năm 1953. Sau đó, ông được bầu vào Thượng viện Hoa Kỳ, giữ chức thượng nghị sĩ cấp dưới của Massachusetts từ năm 1953 đến năm 1960. Khi còn ở Thượng viện, Kennedy đã xuất bản cuốn sách Profiles in Courage, cuốn sách đã giành được giải thưởng Pulitzer. Kennedy tham gia tranh cử tổng thống năm 1960. Chiến dịch của ông đã thu hút được sự đồng tình ủng hộ sau cuộc tranh luận tổng thống đầu tiên trên truyền hình trong lịch sử Hoa Kỳ, và kết quả ông đã được bầu làm tổng thống, đánh bại đối thủ đảng Cộng hòa Richard Nixon, phó tổng thống đương nhiệm.
Nhiệm kỳ tổng thống của Kennedy đã chứng kiến căng thẳng cao độ với các nước cộng sản trong Chiến tranh Lạnh. Kennedy cũng cho chỉ đạo tăng số lượng cố vấn quân sự Mỹ ở miền Nam Việt Nam và Chương trình Ấp Chiến lược được phát động trong nhiệm kỳ tổng thống của mình. Năm 1961, Kennedy ủy quyền cho Cơ quan Tình báo Trung ương Mỹ (CIA) tài trợ và huấn luyện một nhóm người Cuba lưu vong tấn công để lật đổ chính phủ Cuba của Fidel Castro trong Sự kiện Vịnh Con lợn và Chiến dịch Mongoose nhưng sau đó đã thất bại. Tháng 10 năm 1962, máy bay do thám Hoa Kỳ phát hiện ra các căn cứ tên lửa của Liên Xô đã được triển khai ở Cuba. Giai đoạn căng thẳng sau đó, được gọi là Khủng hoảng tên lửa Cuba, gần như dẫn đến chiến tranh hạt nhân. Tháng 8 năm 1961, sau khi quân đội Đông Đức dựng lên Bức tường Berlin, Kennedy đã cử một đoàn xe quân đội đến để trấn an người dân Tây Berlin về sự hỗ trợ của Hoa Kỳ và đã có một trong những bài phát biểu nổi tiếng nhất của mình tại Tây Berlin vào tháng 6 năm 1963. Năm 1963, Kennedy đã ký hiệp ước vũ khí hạt nhân đầu tiên. Ông chủ trì việc thành lập Quân đoàn Hòa bình, Liên minh vì sự tiến bộ với châu Mỹ Latinh và tiếp tục chương trình Apollo với mục tiêu đưa con người lên Mặt trăng trước năm 1970. Ông ủng hộ phong trào dân quyền nhưng chỉ thành công phần nào trong việc thông qua các chính sách đối nội Biên giới Mới (New Frontier) của mình
Phó tổng thống đương nhiệm Lyndon B. Johnson đã lên nắm quyền tổng thống. Lee Harvey Oswald bị bắt vì vụ ám sát, nhưng anh ta bị Jack Ruby bắn chết hai ngày sau đó. FBI và Ủy ban Warren đều kết luận rằng Oswald đã hành động một mình, nhưng các thuyết âm mưu về vụ ám sát vẫn tồn tại. Sau cái chết của Kennedy, Quốc hội đã ban hành nhiều đề xuất của ông, bao gồm Đạo luật Dân quyền năm 1964 và Đạo luật Doanh thu năm 1964. Kennedy được xếp hạng cao trong các cuộc thăm dò của các tổng thống Hoa Kỳ với các nhà sử học và công chúng nói chung. Đời tư của ông đã trở thành tâm điểm chú ý đáng kể sau khi công khai tiết lộ về các bệnh mãn tính và quan hệ ngoài luồng của ông vào những năm 1970. Kennedy là vị tổng thống Hoa Kỳ gần đây nhất qua đời khi đang tại nhiệm.

## Thời thơ ấu
John Fitzgerald Kennedy sinh ra ở ngoại ô của thành phố Boston tại thị trấn Brookline thuộc quận Norfolk, bang Massachusetts, Hoa Kỳ vào ngày 29 tháng 5 năm 1917. Ông là con trai của ông Joseph P. Kennedy Sr., một doanh nhân kiêm chính trị gia và bà Rose Kennedy (nhũ danh Fitzgerald), thuộc tầng lớp tinh hoa trong xã hội, tham gia nhiều hoạt động từ thiện.
Ông ngoại và cũng là người cùng tên với John F. Kennedy, John F. Fitzgerald, là một Nghị sĩ Quốc hội Hoa Kỳ và là Thị trưởng hai nhiệm kỳ của Boston.  Hai bên ông bà nội ngoại của Kenedy đều là con của những người nhập cư từ Ireland.
Cha mẹ của John F. Kennedy có tổng cộng 9 người con, con trai cả là Joseph Jr., Kenedy là con thứ 2, tiếp theo đó là 7 người em: Rosemary, Kathleen, Eunice, Patricia, Robert, Jean, and Edward.
Cha của Kennedy đã tích lũy được một khối tài sản riêng và thành lập quỹ tín thác cho chín người con của mình để đảm bảo sự độc lập về tài chính trọn đời. Công việc kinh doanh khiến ông phải xa nhà trong thời gian dài, nhưng Joe Sr. là người có ảnh hưởng to lớn đến cuộc sống của các con ông. Ông khuyến khích chúng có tham vọng, nhấn mạnh các cuộc thảo luận chính trị tại bàn ăn tối và yêu cầu thành tích học tập cao. Lần đầu tiên John Kenedy tiếp xúc với chính trị là khi đi tham quan các khu vực trực thuộc Boston cùng ông ngoại Fitzgerald trong chiến dịch tranh cử thống đốc nhưng đã thất bại năm 1922.
Với việc các dự án kinh doanh của ông Joe Sr. tập trung vào Phố Wall và Hollywood và sự bùng phát của bệnh bại liệt ở Massachusetts, gia đình quyết định chuyển từ Boston đến khu Riverdale của Thành phố New York vào tháng 9 năm 1927.
Nhiều năm về sau, anh trai của Kenedy là Robert chia sẻ với tạp chí Look rằng cha ông rời Boston vì biển báo việc làm có dòng chữ: "No Irish Need Apply." (tạm dịch "Không nhận đơn ứng tuyển của người Ai-len". Gia đình Kennedy trải qua mùa hè và đầu mùa thu tại nhà của họ ở Cảng Hyannis, Massachusetts, một ngôi làng ở Cape Cod, nơi họ tận hưởng sở thích bơi lội, chèo thuyền và chơi bóng bầu dục. Vào những dịp lễ Giáng sinh và Phục sinh, cả gia đình dành thời gian tại khu nghỉ dưỡng mùa đông ở Palm Beach, Florida.

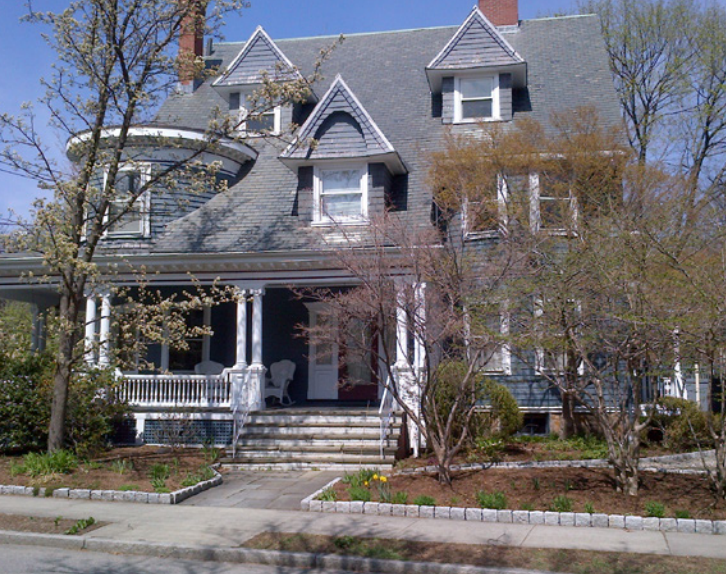
Ngôi nhà số 51 Đường Abbottsford, Brookline, Massachusetts; nhà của gia đình Kennedy từ năm 1920 đến năm 1927, cũng là nơi sinh của John và Robert F. Kennedy.
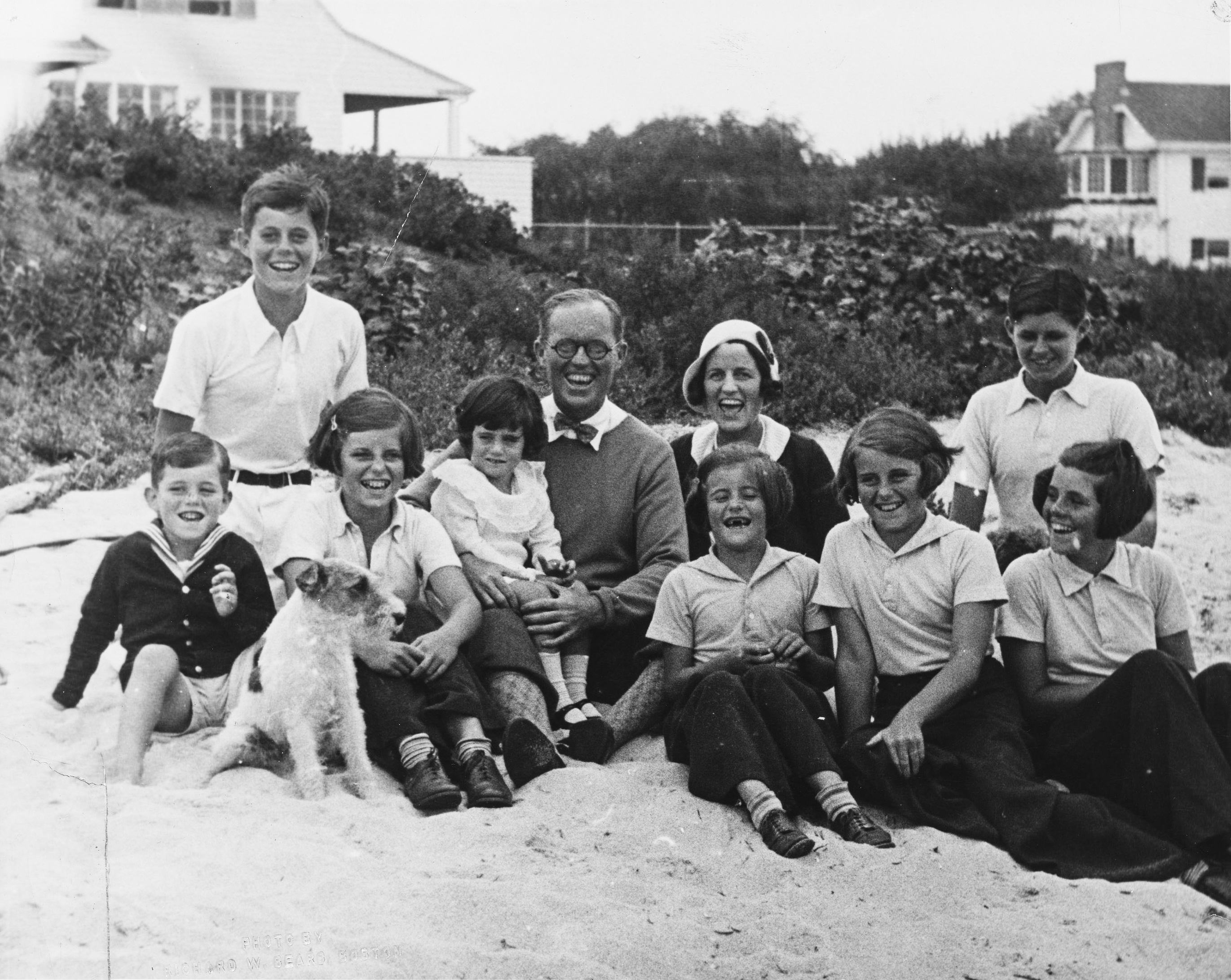
Ảnh của gia đình Kennedy ở Cảng Hyannis, Massachusetts, JFK ngồi ở góc trên bên trái mặc áo sơ mi trắng, k. 1931.

### Học vấn
Tháng 9 năm 1930, khi 13 tuổi, Kenedy vào học lớp 8 tại Trường Canterbury ở New Milford, Connecticut. Đến tháng 4 năm 1931, sau khi trải qua cuộc phẫu thuật cắt bỏ ruột thừa, gia đình cho nghỉ học tại Canterbury và dành thời gian hồi phục tại nhà.
Tháng 9 năm 1931, Kennedy bắt đầu theo học trung học tại Choate Rosemary Hall, trường dự bị nội trú có tiếng ở Wallingford, bang Connecticut. Bà Rose muốn hai con trai John và Joe Jr. theo học trường Công giáo, nhưng ông Joe Sr. lại cho rằng nếu họ muốn cạnh tranh trong thế giới chính trị, họ cần phải học với những cậu bé đến từ các gia đình danh tiếng theo đạo Tin lành.
John trải qua năm học đầu tiên tại Choate dưới cái bóng của anh trai và phản ứng lại bằng bằng hành vi nổi loạn thu hút một đám bạn tạo thành bè phái. Chiêu trò khét tiếng nhất của họ là dùng pháo nổ để làm nổ bệ bồn cầu. Trong lần tập trung học sinh sau đó tại nhà nguyện, hiệu trưởng George St. John đã vung phần bệ ngồi của bồn cầu lên và nói về những "kẻ khốn nạn" sẽ "nhổ vào vùng biển của chúng ta", từ đó Kennedy đặt tên cho nhóm của mình là "Câu lạc bộ Muckers", trong đó có cả bạn cùng phòng và cũng là người bạn thân thiết suốt đời là Lem Billings.
Kennedy tốt nghiệp trường trung học Choate vào tháng 6 năm 1935, đứng thứ 64 trong số 112 học sinh. Kenedy từng đảm nhận vị trí quản lý kinh doanh cuốn kỷ yếu của trường và được bình chọn là người "có khả năng thành công nhất".
Kennedy dự định theo học dưới sự hướng dẫn của nhà lý luận chính trị và kinh tế học người Anh, Harold Laski tại Trường Kinh tế London, giống với anh trai của mình. Sức khỏe yếu đã buộc ông phải trở về Hoa Kỳ vào tháng 10 năm 1935, ông ghi danh muộn vào Đại học Princeton nhưng phải nghỉ sau hai tháng do bệnh đường tiêu hóa.
Tháng 9 năm 1936, Kennedy ghi danh vào trường Đại học Harvard. Thỉnh thoảng ông viết cho tờ báo nội bộ The Harvard Crimson nhưng ít tham gia vào chính trị trong trường mà thích tập trung vào thể thao và đời sống xã hội. Kennedy chơi bóng bầu dục trong đội JV vào năm thứ hai nhưng một chấn thương khiến ông phải rời khỏi đội và chịu đựng các di chứng ở lưng trong suốt quãng đời còn lại. Ông đã giành được tư cách thành viên trong Hasty Pudding Club và Spee Club, một trong những "câu lạc bộ xã hội cuối cùng" ưu tú tại Đại học Harvard.
Tháng 7 năm 1938, Kennedy cùng anh trai lên đường ra nước ngoài để làm việc tại đại sứ quán Mỹ ở London, nơi cha ông đang giữ chức vụ đại sứ của Tổng thống Franklin D. Roosevelt tại Tòa án Court of St. James's. Năm sau, Kennedy dành thời gian đi khắp Châu Âu, Liên Xô, vùng Balkan và Trung Đông để chuẩn bị cho luận văn danh dự cấp cao của mình tại Harvard. Sau khi đến Berlin, tại đây có một đại diện ngoại giao Hoa Kỳ trao cho ông một thông điệp bí mật về chiến tranh sắp nổ ra để chuyển cho cha ông, ông đi sang Tiệp Khắc trước khi trở về London vào ngày 1 tháng 9 năm 1939, ngày Đức xâm lược Ba Lan và Thế chiến thứ II bắt đầu. Hai ngày sau, gia đình có mặt tại Hạ viện để phát biểu tán thành việc nước Anh tuyên chiến với Đức. Kennedy được cử làm đại diện của cha mình để giúp sắp xếp cho những người Mỹ sống sót sau vụ đắm tàu SS Athenia trước khi bay trở về Hoa Kỳ trên chuyến bay xuyên Đại Tây Dương đầu tiên của mình.
Khi Kennedy còn là sinh viên năm cuối tại Harvard, ông bắt đầu học tập nghiêm túc hơn và chú tâm đến triết học chính trị. Ông lọt vào danh sách Dean's List (vinh danh các sinh viên có thành tích xuất xắc) vào năm thứ ba. Năm 1940, Kennedy hoàn thành luận văn có tên "Appeasement in Munich" ("Sự xoa dịu ở Munich") về các cuộc đàm phán của Anh trong Hiệp định Munich. Luận văn được công bố vào ngày 24 tháng 7, với tiêu đề Why England Slept ("Tại sao nước Anh ngủ"). Luận văn này là một trong những tư liệu đầu tiên cung cấp thông tin về chiến tranh và nguồn gốc của nó, và nhanh chóng trở thành sách bán chạy nhất. Ngoài việc đề cập đến việc nước Anh không sẵn sàng tăng cường quân đội trước chiến tranh, cuốn sách còn kêu gọi một liên minh Anh-Mỹ chống lại các cường quốc chuyên chế đang nổi lên.
Kennedy ngày càng ủng hộ sự can thiệp của Hoa Kỳ vào Thế chiến thứ hai, cùng với niềm tin theo chủ nghĩa biệt lập của cha đã khiến ông bị cách chức đại sứ.
Năm 1940, Kennedy tốt nghiệp hạng cum laude (hạng Khá) tại Harvard với bằng Cử nhân chuyên ngành chính phủ, tập trung vào các vấn đề quốc tế. Mùa thu năm đó, ông đăng ký vào Trường Kinh doanh hệ sau đại học của Đại học Stanford và tham gia các lớp học thử nhưng John Kennedy đã nghỉ sau một học kỳ để giúp cha mình hoàn thành hồi ký với tư cách là đại sứ Hoa Kỳ. Đầu năm 1941, Kennedy có chuyến thăm tới Nam Mỹ.

## Quân ngũ
Mùa xuân năm 1941, John F. Kennedy tình nguyện gia nhập Lục quân Hoa Kỳ, nhưng bị từ chối vì những sang chấn ở lưng. Hải quân Hoa Kỳ chấp nhận Kennedy vào tháng 9 năm ấy. Sau khi giữ một vài chức vụ chỉ huy tại chiến trường Thái Bình Dương, Kennedy được phong quân hàm đại uý hải quân và được giao chỉ huy một thuyền tuần tiễu cao tốc có trang bị ngư lôi (chiếc PT-109).
Ngày 2 tháng 8 năm 1943, khi đang tham dự một cuộc tấn công ban đêm gần Quần đảo Solomon, Khu trục hạm Amagiri của quân đội Nhật đâm thủng chiếc PT-109 của Kennedy, cắt nó làm đôi và giết chết hai người trong thủy thủ đoàn. Kennedy bị ném qua khỏi boong tàu, gây chấn thương vùng lưng vốn đã thương tật của ông. Dù vậy, Kennedy vẫn cố xoay xở để giúp một đồng đội đang bị thương, và hướng dẫn những người sống sót bơi ba dặm dài trên biển, đến được một hoang đảo. Tại đó, cuối cùng họ được cứu thoát.
Đầu năm 1945, John F. Kennedy được giải ngũ trong danh dự với các loại huân chương, chỉ vài tháng trước khi quân Nhật đầu hàng Đồng minh.

## Tham chính

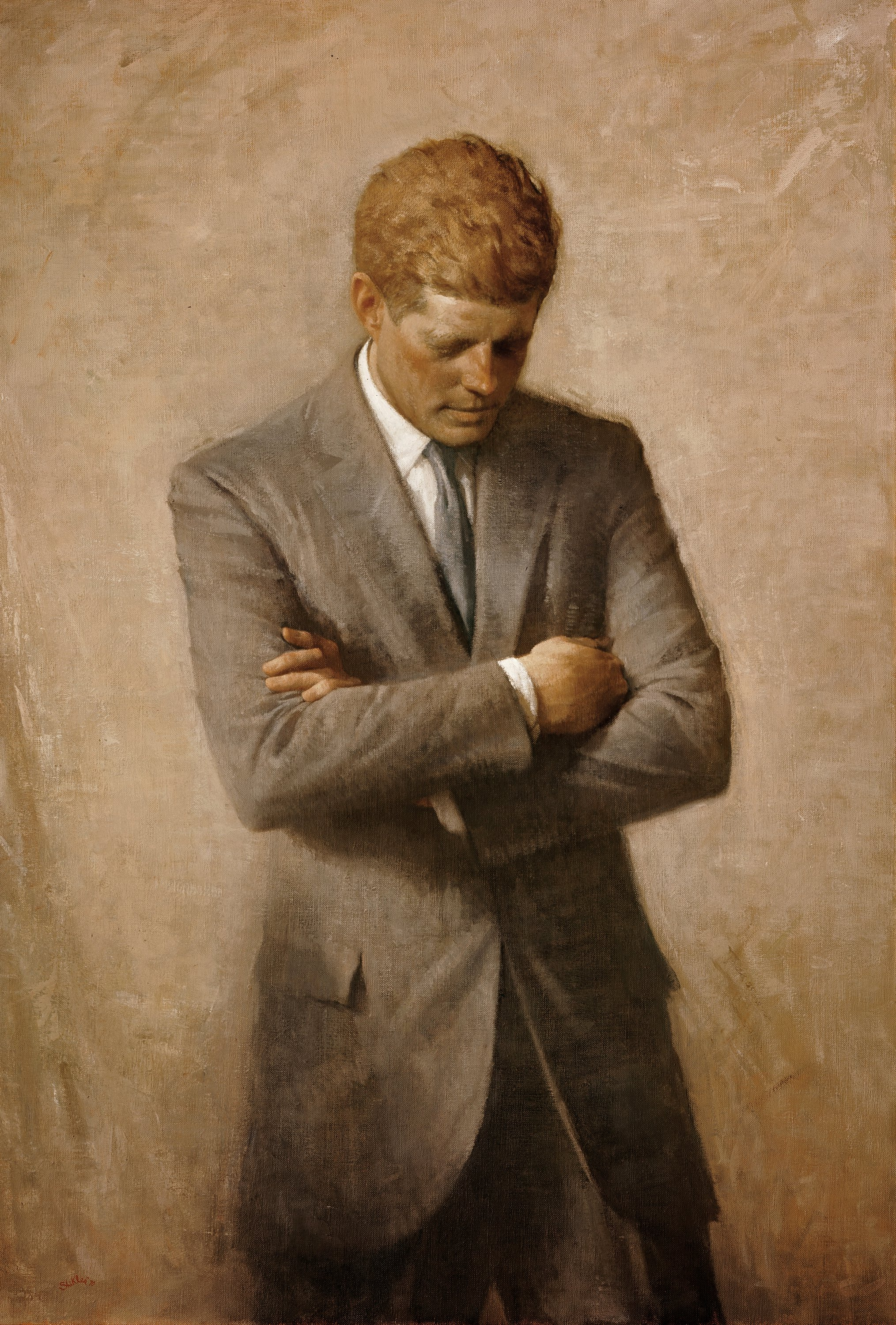
Hình ảnh chính thức của John F. Kennedy tại Nhà Trắng

Sau Chiến tranh thế giới thứ hai (1939–1945), John F. Kennedy bắt đầu tham gia chính trường (một phần là để thế vào chỗ trống để lại bởi cái chết của người anh, Joseph P. Kennedy, Jr., được cả Gia tộc Kennedy đặt nhiều kỳ vọng). Năm 1946, khi James Michael Curley rời bỏ ghế dân biểu tại một hạt bầu cử có đông cử tri ủng hộ đảng Dân chủ để đảm nhiệm chức vụ thị trưởng thành phố Boston, Kennedy quyết định ra tranh cử và đánh bại đối thủ thuộc Đảng Cộng hòa với kết quả sít sao. Sau đó, ông tái đắc cử hai lần.
Năm 1952, Kennedy ra tranh ghế thượng nghị sĩ với khẩu hiệu "Kennedy sẽ làm nhiều hơn cho Massachusetts." Ông bước vào thượng viện sau khi đánh bại thượng nghị sĩ đương nhiệm thuộc đảng Cộng hòa Henry Cabot Lodge, Jr. với cách biệt 70.000 phiếu. Tại đây, Kennedy khôn khéo né tránh không chỉ trích chiến dịch chống Cộng sản và săn đuổi gián điệp Xô viết trong chính quyền gây nhiều bất bình và tranh cãi của thượng nghị sĩ Joseph McCarthy. Có lẽ vì McCarthy đang được yêu chuộng tại Massachusetts, và vì McCarthy là bạn của ông, của cha ông, đang hẹn hò với các em gái của ông và em trai ông, Robert F. Kennedy, có một thời gian ngắn làm việc cho McCarthy. Mặc dù Kennedy, vì bệnh tật, vắng mặt khi thượng viện biểu quyết 65 – 22 phiếu khiển trách McCarthy, Kennedy vẫn bị chỉ trích bởi những người chống McCarthy như Eleanor Roosevelt "lẽ ra ông (Kennedy) nên tỏ ra can đảm hơn, thay vì chỉ lo bảo toàn sự nghiệp chính trị của mình".
Ngày 12 tháng 9 năm 1953, Kennedy kết hôn với Jacqueline Bouvier. Trong hai năm sau đó, Kennedy phải chịu giải phẫu cột sống vài lần, kề cận với cái chết (suốt cuộc đời mình, ông đã bốn lần chịu lễ xức dầu thánh – thánh lễ dành cho người hấp hối – theo nghi thức Công giáo), và thường xuyên vắng mặt tại thượng viện vì bệnh tật. Trong thời gian này, Kennedy cho xuất bản Profiles in Courage (Gương can đảm nơi Nghị trường), tôn vinh bảy thượng nghị sĩ Hoa Kỳ đã dám chấp nhận những tổn thất trong sự nghiệp chính trị để bảo vệ niềm tin của mình. Tác phẩm này được trao tặng Giải thưởng Pulitzer năm 1957 cho thể loại tiểu sử.
Năm 1956, Kennedy vận động Đại hội toàn quốc đảng Dân chủ cho vị trí ứng cử viên phó tổng tống, song đại hội chọn thượng nghị sĩ Estes Kefauver từ tiểu bang Tennessee thay vì Kennedy. Dù vậy, những nỗ lực này đã giúp củng cố tiếng tăm của vị thượng nghị sĩ trẻ tuổi trong vòng Đảng Dân chủ.

## Tranh cử Tổng thống
Năm 1960, Kennedy công bố ý định ra tranh cử Tổng thống Hoa Kỳ. Trong kỳ tuyển cử sơ bộ của đảng Dân chủ, ông đối đầu với các thách thức từ thượng nghị sĩ Hubert H. Humphrey từ Minnesota, thượng nghị sĩ Lyndon B. Johnson từ Texas, và Adlai Stevenson, ứng viên đảng Dân chủ năm 1952 và năm 1956, người không chính thức ra tranh cử nhưng tỏ ra là một ứng viên tiềm năng đang được ưa thích. Kennedy thành công trong các cuộc bầu cử sơ bộ như tại Wisconsin và West Virginia, sau cùng giành được sự đề cử của Đại hội toàn quốc đảng Dân chủ năm 1960.

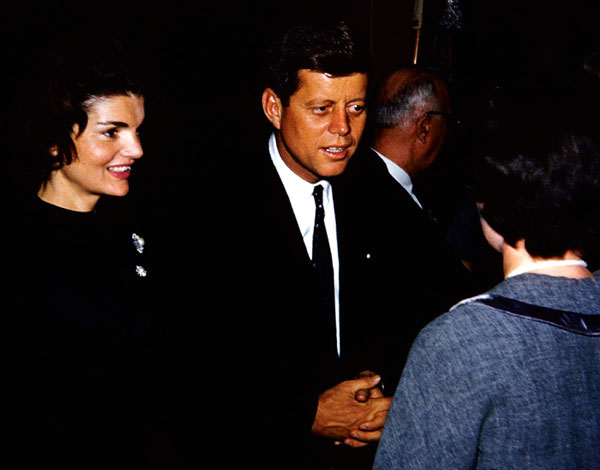
John và Jackie Kennedy vận động tranh cử tại Appleton, Wisconsin tháng 3, 1960.

Bất kể những xung đột xảy ra trong các cuộc bầu cử sơ bộ, Kennedy chọn Johnson cho liên danh của mình, vì ông cần đến ảnh hưởng của Johnson tại miền Nam để có thể chiến thắng trong cuộc bầu cử có kết quả sít sao nhất kể từ năm 1916. Những chủ đề chính trong cuộc tuyển cử này là kế hoạch kích thích nền kinh tế, đức tin Công giáo của Kennedy, Cuba và những tranh cãi liệu xem trong lãnh vực không gian và hỏa tiễn, Liên bang Xô viết đã vượt qua Hoa Kỳ chưa.
Tháng 9 và tháng 10, lần đầu tiên cử tri Mỹ có thể theo dõi trên màn ảnh truyền hình các cuộc tranh luận giữa hai ứng viên Tổng thống, Kennedy thuộc đảng Dân chủ và Richard M. Nixon thuộc đảng Cộng hòa. Suốt trong các cuộc tranh luận, Nixon trông có vẻ căng thẳng, toát mồ hôi và không cạo râu, trái với hình ảnh của Kennedy, thanh lịch và điềm tĩnh, khiến nhiều người nghĩ rằng Kennedy là người chiến thắng, mặc dù theo các sử gia, xét về khả năng biện luận, cả hai ngang điểm nhau. Cũng nên biết, những người theo dõi các cuộc tranh luận qua sóng phát thanh cho rằng Nixon tỏ ra có ấn tượng hơn.
Vào ngày bầu cử, 8 tháng 11 năm 1960, Kennedy thắng hơn Nixon với sự cách biệt rất sít sao, dù có các cáo buộc cho rằng những gian lận phiếu tại Texas và Illinois đã cướp chiếc ghế Tổng thống khỏi tay Nixon.

## Tổng thống Hoa Kỳ

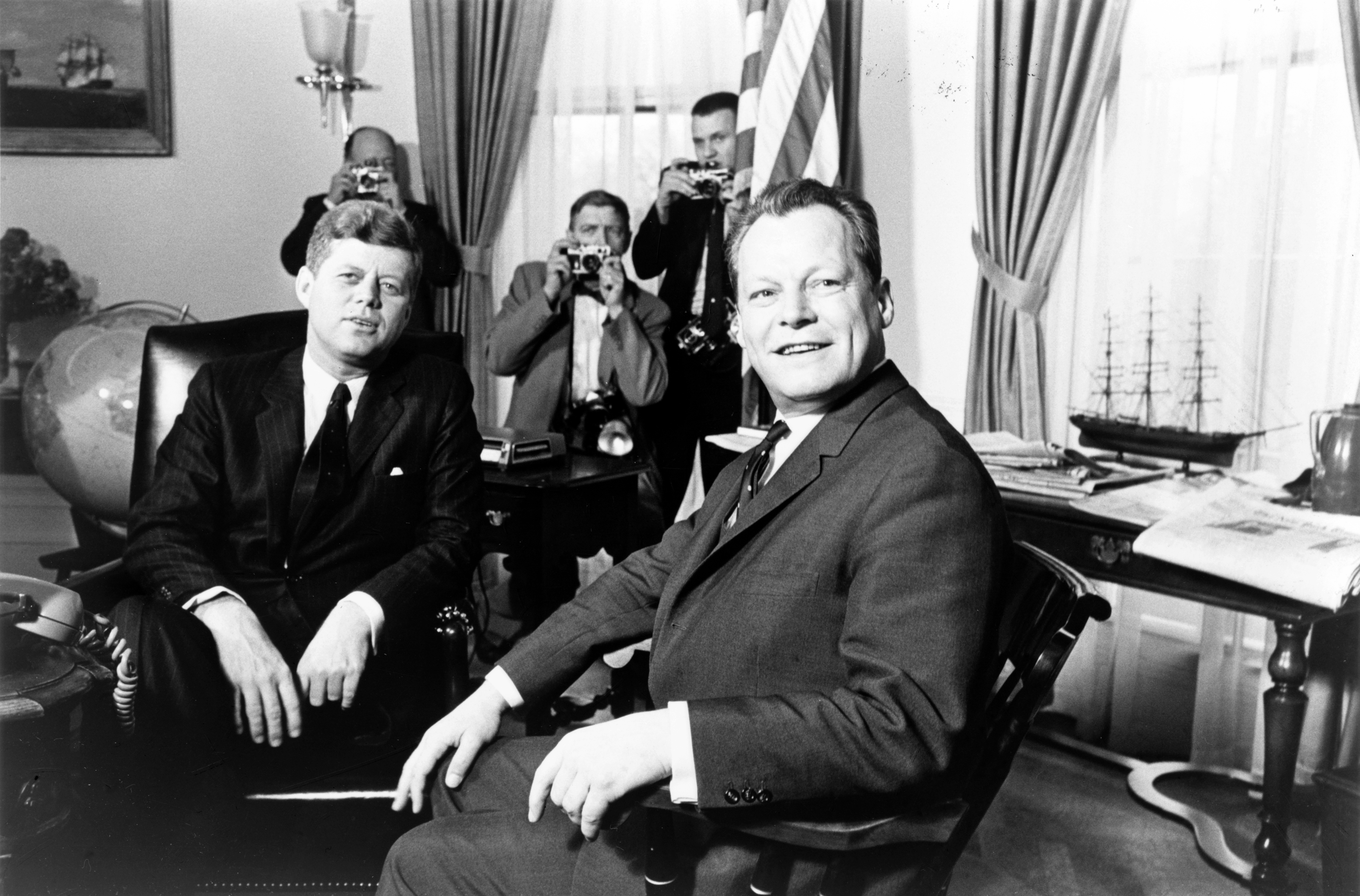
Kennedy gặp Thị trưởng Tây Berlin Willy Brandt tháng 3 năm 1961

Ngày 20 tháng 1 năm 1961, John F. Kennedy tuyên thệ nhậm chức Tổng thống thứ 35 của Hoa Kỳ. Trong bài diễn văn nhậm chức, Kennedy kêu gọi người dân Mỹ hãy trở nên những công dân tích cực, "Đừng bao giờ hỏi đất nước có thể làm gì cho chúng ta, hãy tự hỏi chúng ta có thể làm gì cho đất nước này" (Ask not what your country can do for you, ask what you can do for your country). Ông cũng kêu gọi các quốc gia trên thế giới hợp tác với nhau để cùng chiến đấu chống lại điều ông gọi là "những kẻ thù chung của nhân loại... độc tài, nghèo khổ, bệnh tật và chiến tranh".

### Đối ngoại

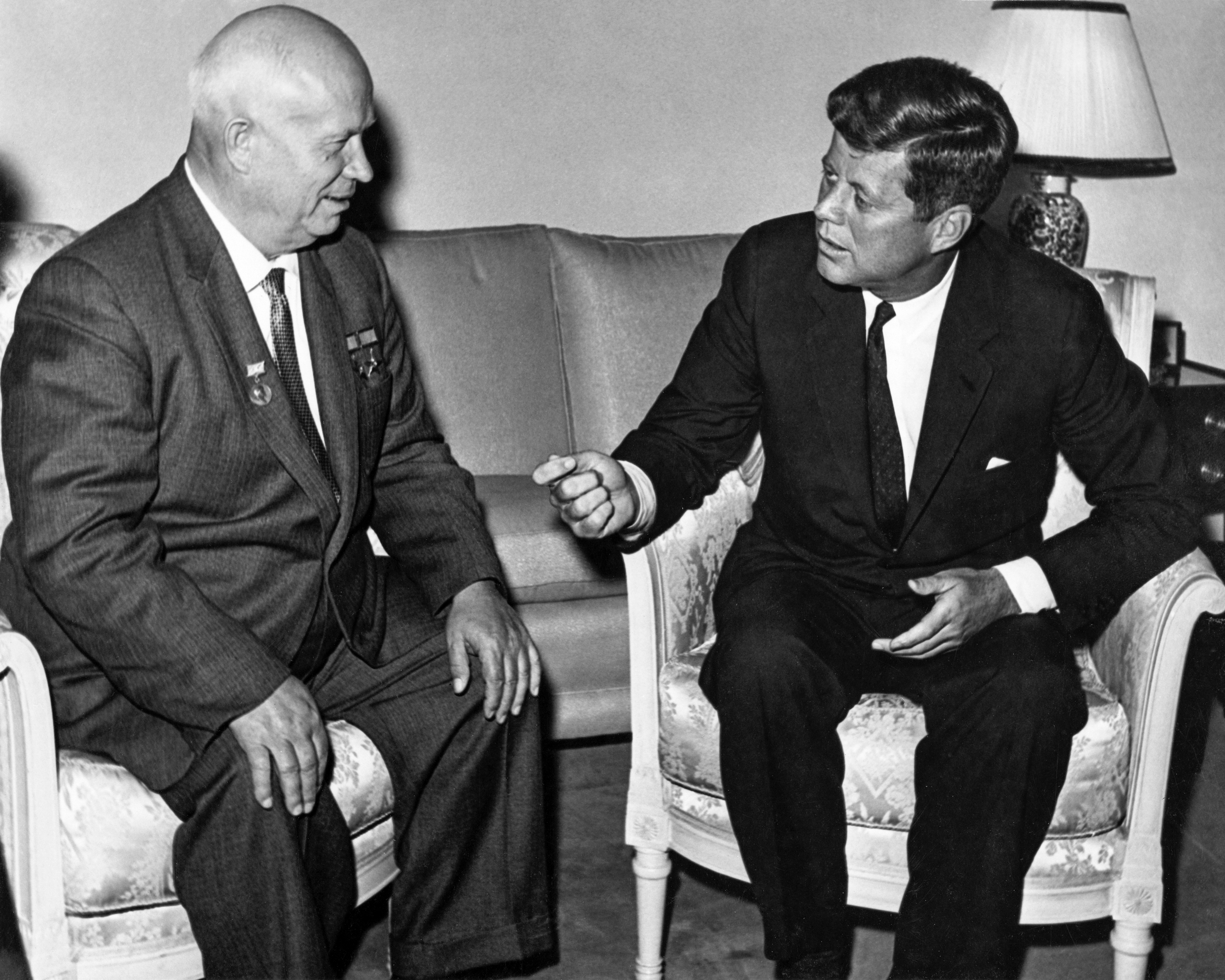
Hội kiến với Nikita Khrushchev năm 1961.

Ngày 17 tháng 4 năm 1961, John F. Kennedy ra lệnh tiến hành kế hoạch thâm nhập Cuba. Với sự trợ giúp của CIA, trong cái gọi là sự kiện Vịnh Con Lợn (Playa Girón), 1.500 người tị nạn Cuba được huấn luyện tại Hoa Kỳ thuộc "Lữ đoàn 2506", quay lại đảo quốc với hi vọng sẽ lật đổ Fidel Castro. Nhưng CIA đã thẩm định sai tinh thần đề kháng của người dân Cuba, cùng một số sai lầm trong khi tiến hành chiến dịch, đã khiến kế hoạch trở thành một thất bại thảm hại. Ngày 19 tháng 4, hầu hết những người đổ bộ lên đảo hoặc bị giết hoặc bị bắt giữ, và Kennedy buộc phải thương thảo để 1189 người được trả tự do. Đây là một vết ố trong chính sách đối ngoại của chính phủ Kennedy, nhưng Tổng thống đã nhận hoàn toàn trách nhiệm về phần mình. Ngày 1 tháng 5 năm 1961, nhà lãnh đạo Fidel Castro tuyên bố:
| “              | ...Nếu ngài Kennedy không ưa Xã hội chủ nghĩa, thì chúng ta cũng ghét chủ nghĩa đế quốc vậy. Chúng ta căm ghét chủ nghĩa tư bản. | ” |
| — Fidel Castro | |   |

Ngày 13 tháng 8 năm 1961, chính quyền Đông Đức bắt đầu cho xây dựng bức tường Berlin phân cách Đông Berlin khỏi khu vực phía tây của thành phố vì cớ sự hiện diện của quân đội Hoa Kỳ tại khu vực này. Kennedy không tiến hành biện pháp nào để tháo dỡ bức tường và hành động rất ít để đảo ngược hoặc ngăn chặn việc xây dựng kéo dài bức tường đến 155 km.

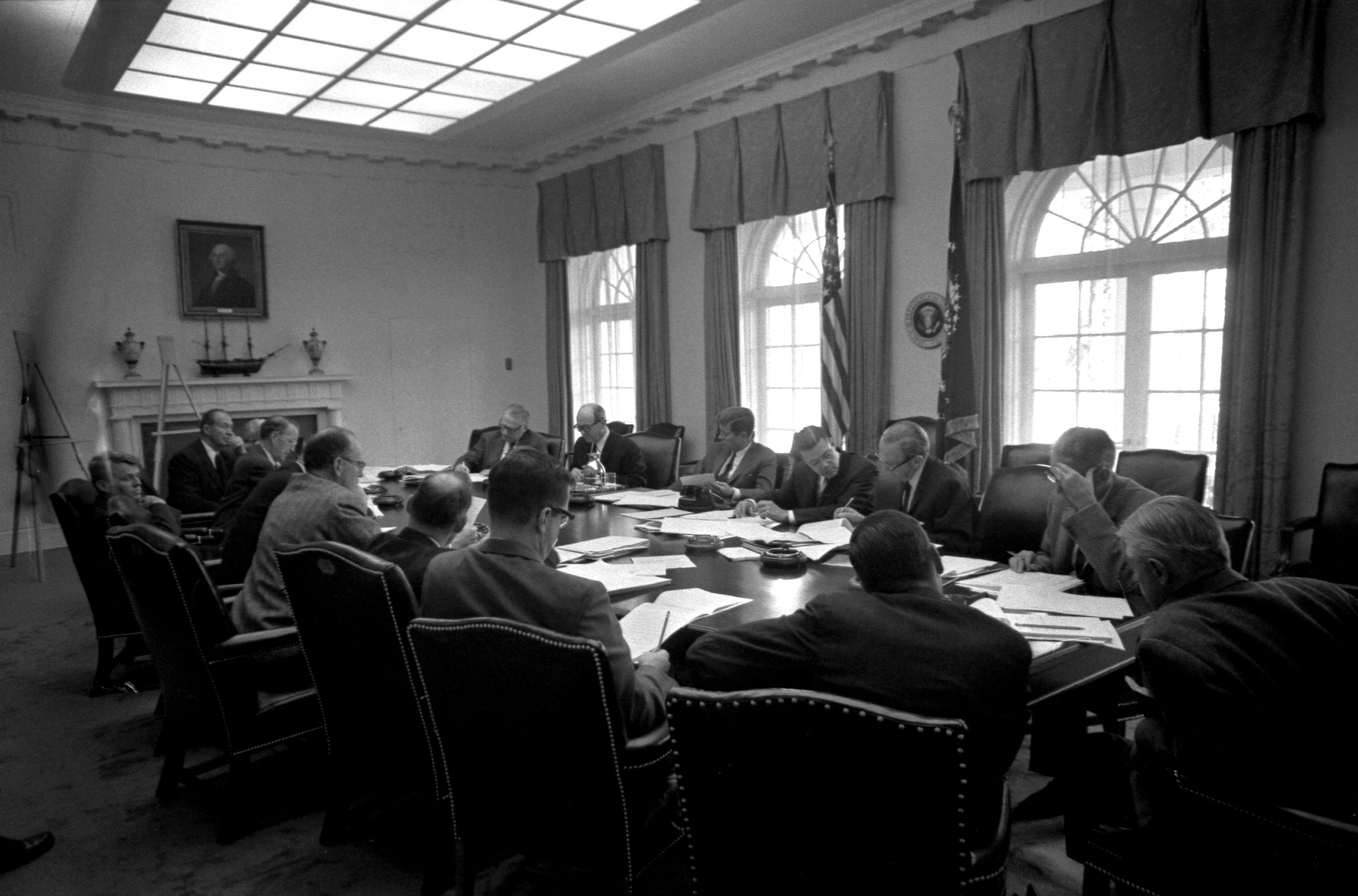
Kennedy họp với Nội các khi đang xảy ra cuộc Khủng hoảng Hỏa tiễn Cuba, 29 tháng 10 năm 1962.

Cuộc khủng hoảng tên lửa Cuba bắt đầu vào ngày 14 tháng 10 năm 1962 khi máy bay thám thính U-2 của Hoa Kỳ chụp ảnh địa điểm hỏa tiễn đạn đạo tầm trung đang được xây dựng tại Cuba. Kennedy bị đặt vào một tình thế nan giải: nếu Hoa Kỳ tấn công địa điểm đặt hỏa tiễn, chiến tranh hạt nhân có thể bùng nổ. Nếu không làm gì để đối phó với hiểm họa vũ khí hạt nhân đang cận kề, và nếu bị tấn công trước, Hoa Kỳ sẽ không có khả năng trả đũa. Một mối lo nữa là ảnh hưởng của Hoa Kỳ đang suy yếu tại Tây Bán Cầu. Nhiều viên chức quân sự và thành viên nội các gây áp lực nhằm tiến hành một cuộc tấn công bằng không lực vào các địa điểm này, nhưng Kennedy ra lệnh mở một cuộc phong tỏa bằng hải quân và bắt đầu đàm phán với Liên Xô. Thay vì từ "phong tỏa", từ "cách ly" được dùng để miêu tả sự việc, vì theo định nghĩa của công pháp quốc tế, phong tỏa là một hành động chiến tranh. Một tuần sau đó, John F. Kennedy và nhà lãnh đạo Xô viết - Thủ tướng Nikita Sergeyevich Khrushchyov, tiến tới một thỏa hiệp, theo đó Khrushchov đồng ý gỡ bỏ các hỏa tiễn nếu Hoa Kỳ cam kết không can thiệp Cuba, và thỏa thuận ngầm gỡ bỏ hỏa tiễn đạn đạo của Hoa Kỳ tại Thổ Nhĩ Kỳ trong vòng sáu tháng. Biến cố này, đem toàn thế giới đến gần với nguy cơ bùng nổ một cuộc chiến tranh hạt nhân hơn bao giờ hết, đã giúp Kennedy học biết dè dặt hơn khi đối đầu với Liên bang Xô viết. Và cam kết không bao giờ can thiệp Cuba vẫn được tôn trọng cho đến ngày nay.
Một trong những nỗ lực nhằm thể hiện niềm tin của Kennedy vào sức mạnh của thiện chí hòa bình với mục đích cải thiện thế giới là việc thành lập Đoàn hòa bình (Peace Corps), một trong những hành động đầu tiên của ông với tư cách Tổng thống. Qua chương trình này, vẫn còn hoạt động cho đến ngày nay, các nhân viên thiện nguyện tìm đến các quốc gia kém phát triển để giúp đỡ người dân tại đó trong các lĩnh vực như giáo dục, nông nghiệp, chăm sóc sức khỏe và xây dựng.

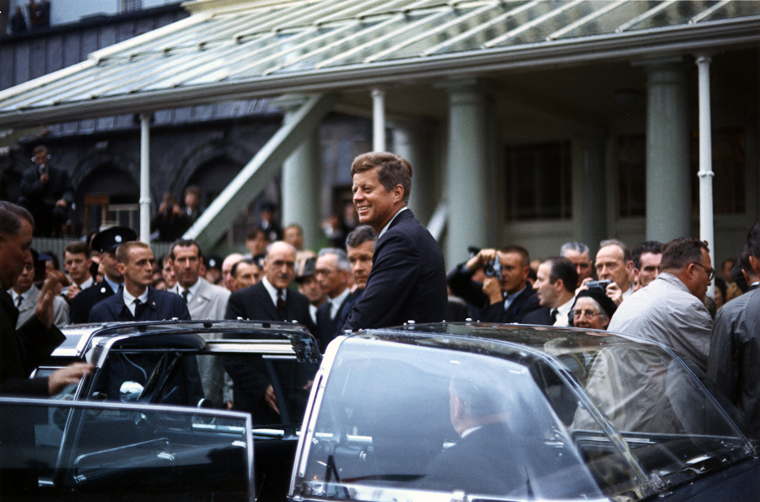
Tổng thống Kennedy tại Ireland, 27 tháng 6 năm 1963.

Lo ngại về những hiểm họa lâu dài của tình trạng ô nhiễm phóng xạ và việc phổ biến vũ khí hạt nhân, Kennedy thúc đẩy việc thông qua Thỏa ước cấm thử nghiệm vũ khí hạt nhân bán phần, theo đó các cuộc thử nghiệm trên mặt đất, trong bầu khí quyển, dưới nước bị cấm, nhưng không cấm các vụ thử nghiệm dưới lòng đất. Hoa Kỳ, Anh và Liên bang Xô viết là những nước đầu tiên đặt bút ký thỏa ước này. Kennedy ký ban hành thỏa ước tháng 8 năm 1963. Kennedy tin rằng đây là một trong những thành quả lớn nhất của chính phủ ông.

### Đối nội
Kennedy sử dụng thuật ngữ "Biên giới mới" (New Frontier) cho chính sách đối nội của mình. Với nhiều tham vọng, chương trình này hứa hẹn cung cấp ngân sách liên bang cho các đề án giáo dục và chăm sóc sức khỏe cho người già, và chính phủ sẽ can thiệp để kìm hãm đà suy thoái. Kennedy cũng cam kết chấm dứt nạn kỳ thị chủng tộc.
Nỗ lực chấm dứt nạn kỳ thị chủng tộc là một trong những vấn đề thúc bách nhất của chính phủ Kennedy. Năm 1954 Tối cao Pháp viện Hoa Kỳ ra phán quyết chấm dứt tình trạng phân cách học sinh da trắng và da màu tại các trường công lập. Dù vậy, vẫn còn nhiều trường học, đặc biệt tại các tiểu bang miền Nam không chịu tuân theo phán quyết, cũng tiếp tục diễn ra nhiều hành vi kỳ thị trên xe buýt, trong nhà hàng, rạp chiếu phim và những nơi công cộng khác.

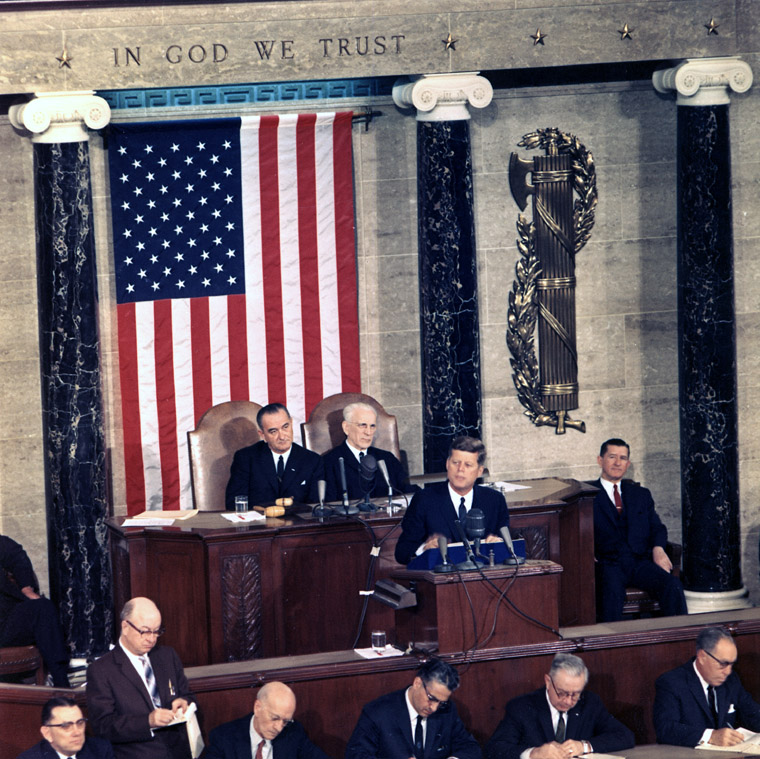
Kennedy đọc Thông điệp Liên bang, 14 tháng 1 năm 1963.

Hàng ngàn người Mỹ thuộc các chủng tộc và thành phần xã hội khác nhau hiệp lại để bày tỏ sự phản kháng đối với tệ nạn này. Kennedy ủng hộ việc hòa hợp chủng tộc và bảo vệ dân quyền. Sự kiện Kennedy gọi điện thoại đến để an ủi và bày tỏ sự cảm thông với bà Coretta Scott King, vợ của mục sư Martin Luther King, Jr. đang bị giam giữ, trong khi diễn ra chiến dịch tranh cử Tổng thống năm 1960 đã mang đến cho ông sự ủng hộ từ nhiều cử tri. Nhờ sự can thiệp của John và Robert Kennedy mà King sớm được trả tự do.
Tuy nhiên, sau khi đắc cử, Kennedy cho rằng phong trào dân quyền chỉ gây ác cảm đối với người da trắng miền Nam, vì vậy tiến trình thông qua luật dân quyền sẽ gặp nhiều khó khăn tại Quốc hội (đang dưới quyền kiểm soát của đảng viên Dân chủ miền Nam), ông xa lánh phong trào, khiến nhiều nhà lãnh đạo phong trào dân quyền tin rằng Kennedy không chịu ủng hộ những nỗ lực của họ.
Tháng 6 năm 1963, John F. Kennedy buộc phải can thiệp khi George Wallace, thống đốc tiểu bang Alabama ngăn cản hai sinh viên da đen, Vivian Malone và James Hood, ghi danh theo học tại Đại học Alabama. Cuối cùng, khi phải đối đầu với vệ binh liên bang, Thứ trưởng bộ Tư pháp Nicholas Katzenbach và vệ binh quốc gia tại Alabama, George Wallace chịu nhượng bộ. Ngay tối hôm đó, Kennedy đọc bài diễn văn nổi tiếng về vấn đề nhân quyền được phát sóng trên các chương trình truyền hình và truyền thanh toàn quốc, đưa ra những phác thảo về sau trở thành Đạo luật Dân quyền năm 1964.
Trong khuôn khổ chính sách đối nội, năm 1963 John F. Kennedy đệ trình dự luật cải cách thuế, bao gồm việc cắt giảm thuế lợi tức, nhưng dự luật này không được thông qua tại quốc hội cho đến năm 1964, sau khi ông bị ám sát. Đây là một trong những đề án cắt giảm thuế lớn nhất trong lịch sử hiện đại Hoa Kỳ, vượt qua cả luật cắt giảm thuế của Ronald Reagan năm 1981.

### Chương trình không gian

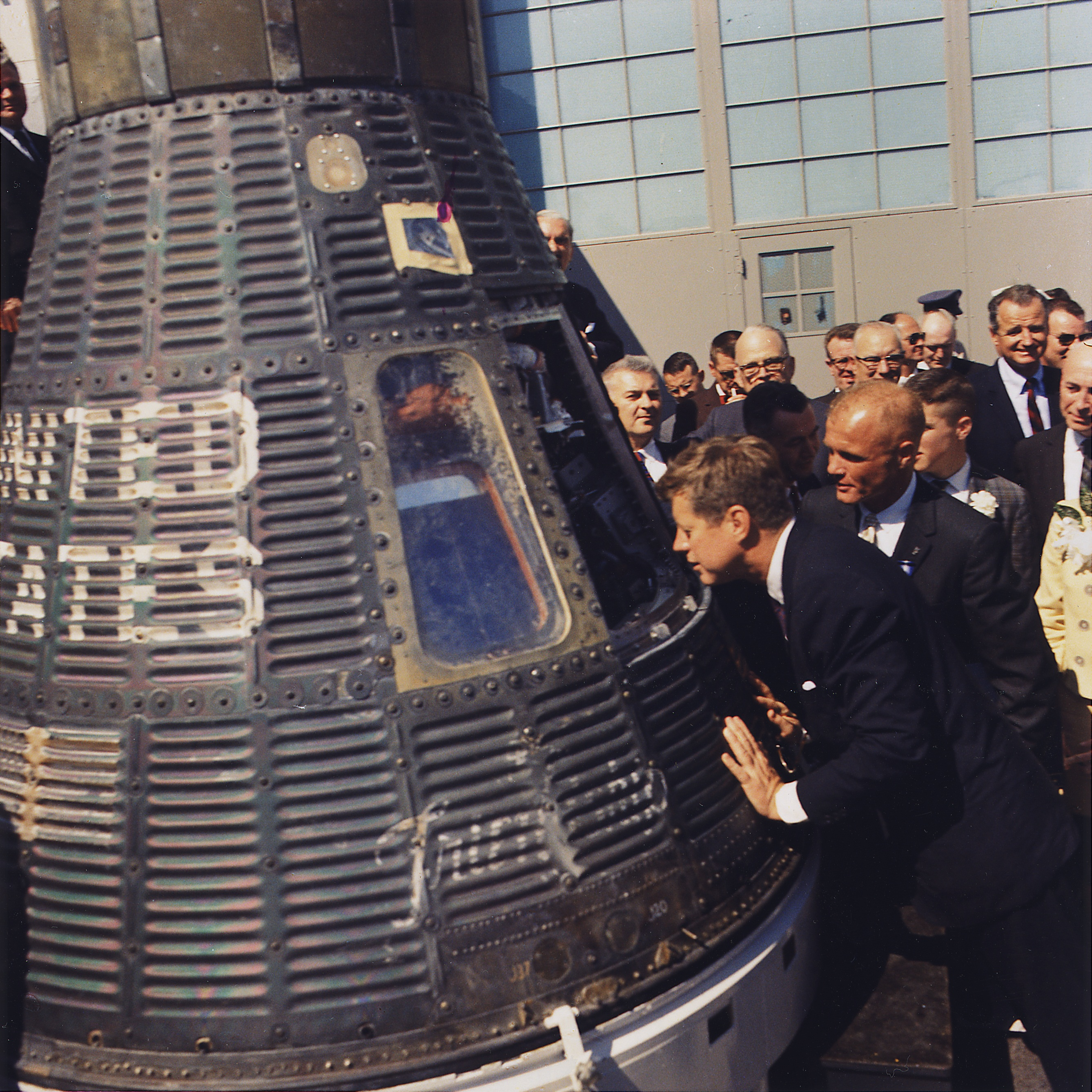
Tổng thống Kennedy nhìn vào phi thuyền Friendship 7, 23 tháng 2 năm 1962, Cape Canaveral, Florida.

Kennedy rất tha thiết với mục tiêu đặt Hoa Kỳ vào vị trí dẫn đầu trong cuộc chạy đua chinh phục không gian. Liên bang Xô viết đã dẫn trước Hoa Kỳ trong lãnh vực thám hiểm không gian và Kennedy quyết tâm bám đuổi. Ông đã nói "Không một quốc gia nào muốn lãnh đạo các quốc gia khác lại chịu đứng đằng sau trong cuộc đua chinh phục không gian" và "Chúng ta chọn đi lên Mặt Trăng và tiến hành những chương trình khác không phải vì đây là những việc dễ làm, nhưng bởi vì đây là những sứ mạng khó khăn". Kennedy yêu cầu quốc hội chuẩn chi hơn 22 tỷ đô la cho Đề án Apollo, với mục tiêu đưa người lên Mặt Trăng trước khi chấm dứt thập niên 1960. Năm 1969, sáu năm sau khi Kennedy chết, mục tiêu này được hoàn thành khi Neil Armstrong và Buzz Aldrin trở thành những người đầu tiên đặt chân lên Mặt Trăng.

### Nội các
| CHỨC VỤ                              | TÊN                   | NHIỆM KỲ  |
|                                      |                       |           |
| Tổng thống                           | John F. Kennedy       | 1961–1963 |
| Phó Tổng thống                       | Lyndon B. Johnson     | 1961–1963 |
|                                      |                       |           |
| Bộ trưởng Ngoại giao                 | Dean Rusk             | 1961–1963 |
| Bộ trưởng Ngân khố                   | C. Douglas Dillon     | 1961–1963 |
| Bộ trưởng Quốc phòng                 | Robert S. McNamara    | 1961–1963 |
| Bộ trưởng Tư pháp                    | Robert F. Kennedy     | 1961–1963 |
| Bộ trưởng Bưu điện                   | J. Edward Day         | 1961–1963 |
|                                      | John A. Gronouski     | 1963      |
| Bộ trưởng Nội vụ                     | Stewart L. Udall      | 1961–1963 |
| Bộ trưởng Nông nghiệp                | Orville L. Freeman    | 1961–1963 |
| Bộ trưởng Thương mại                 | Luther H. Hodges      | 1961–1963 |
| Bộ trưởng Lao động                   | Arthur J. Goldberg    | 1961–1962 |
|                                      | W. Willard Wirtz      | 1962–1963 |
| Bộ trưởng Y tế, Giáo dục và Phúc lợi | Abraham A. Ribicoff   | 1961–1962 |
|                                      | Anthony J. Celebrezze | 1962–1963 |

### Bổ nhiệm vào Tòa án tối cao
Tổng thống John F. Kennedy bổ nhiệm hai thẩm phán cho Tối cao Pháp viện Hoa Kỳ:
1. Byron Raymond White (1962)
2. Arthur Joseph Goldberg (1962)

### Ám sát năm 1963
Ngày 22 tháng 11 năm 1963, Tổng thống John F. Kennedy bị ám sát tại thành phố Dallas, tiểu bang Texas lúc 12:30 giờ trung tâm (CST) khi đang thăm viếng tiểu bang này. Phó Tổng thống Lyndon B. Johnson đã tuyên thệ nhậm chức Tổng thống ngay sau đó.

## Hình ảnh, đời sống xã hội và gia đình
So sánh với các đệ nhất phu nhân và các Tổng thống tiền nhiệm, Kennedy và vợ ông, "Jackie", còn rất trẻ. Cả hai đều được yêu thích đặc biệt, theo cung cách dành cho các ca sĩ nhạc pop hoặc ngôi sao điện ảnh hơn là cho giới chính khách, làm ảnh hưởng đến các khuynh hướng thời thượng và trở nên mục tiêu săn ảnh của các tạp chí đang đắt hàng.
Gia đình Kennedy đem đến Nhà Trắng một sức sống mới. Họ tin rằng Nhà Trắng là địa điểm nên được dùng để tán dương những thành quả của nền văn hóa và lịch sử Hoa Kỳ. Họ mời các họa sĩ, nhà văn, khoa học gia, nhà thơ, nhạc sĩ, diễn viên, những người nhận giải Nobel và các vận động viên đến thăm Nhà Trắng. Jacqueline Kennedy cũng sưu tầm các tác phẩm nghệ thuật và trang trí nội thất, dần dần cho trùng tu các phòng ốc trong tòa nhà.

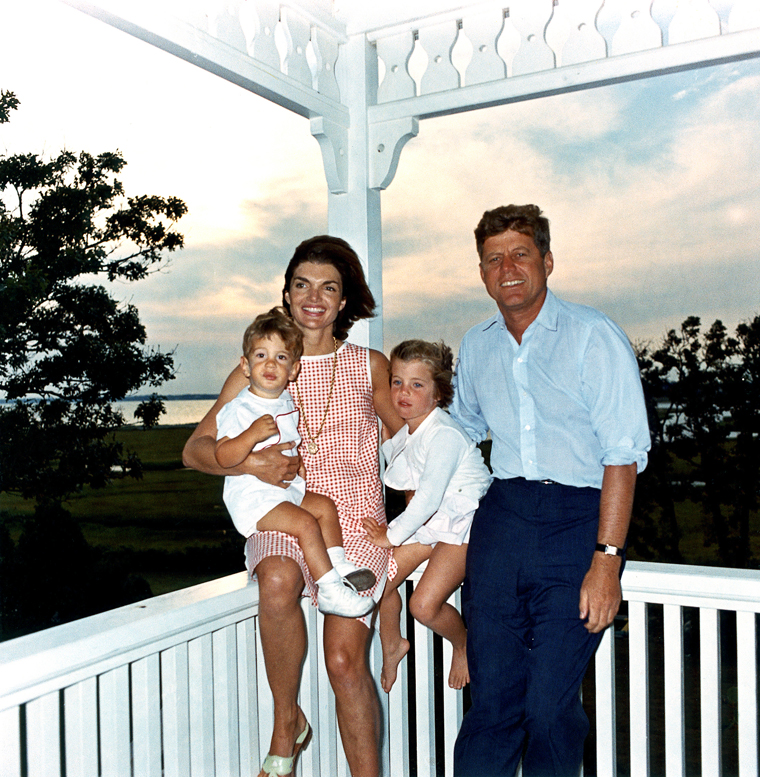
John F. Kennedy với vợ, Jacqueline, và các con, năm 1962.

Với hai con nhỏ, Caroline và John Jr. (thường được gọi là "John John"), gia đình Kennedy biến tòa Nhà Trắng thành một nơi trẻ trung và vui thú. Bên ngoài, trên sân cỏ của Nhà Trắng, gia đình Kennedy cho xây dựng một nhà trẻ, một hồ bơi và một ngôi nhà trên cây.
Nhưng bên dưới bề mặt hào nhoáng, rực rỡ là những nỗi đau đến từ các thảm họa cá nhân, đáng kể nhất là cái chết của con trai, Patrick Bouvier Kennedy, vào tháng 8 năm 1963, khi chỉ là một bé sơ sinh.
Sau khi chết, những bí mật về những mối quan hệ ngoài hôn nhân với các nhân viên và khách viếng thăm Nhà Trắng khi John F. Kennedy còn đương chức dần dần được khơi mở. Vào lúc ấy, những vấn đề như thế được xem là không thích hợp nếu đem phơi bày trước công luận, vì vậy, trong trường hợp của Kennedy, chúng không bao giờ được tiết lộ cho công chúng khi ông còn sống, ngay cả khi có những chỉ dấu công khai về mối quan hệ với Marilyn Monroe, theo như cách người nữ diễn viên rất được yêu thích này hát ca khúc Happy Birthday Mr. President tại tiệc chiêu đãi sinh nhật của Kennedy được truyền hình vào tháng 5 năm 1962. Sau cái chết của Kennedy, nhiều điều được tiết lộ, trong đó có mối quan hệ của ông với Judith Campbell Exner, người phụ nữ này cùng lúc có mối quan hệ với một ông trùm Mafia tại Chicago, Sam Giancana.
Kennedy được chọn vào vị trí thứ ba (sau Martin Luther King, Jr. và Mẹ Teresa) trong danh sách những nhân vật được ngưỡng mộ nhất trong thế kỷ 20 của Gallup.

## Vụ ám sát Kennedy (1963)
Ngày 22 tháng 11 năm 1963, Tổng thống John F. Kennedy bị âm mưu ám sát tại thành phố Dallas, tiểu bang Texas lúc 12:30 giờ trung tâm (CST) khi đang thăm viếng tiểu bang này. Lee Harvey Oswald, lúc 7:00 bị buộc tội giết một cảnh sát Dallas, lúc 11:30 bị buộc tội âm mưu giết Tổng thống (vào thời ấy không có cáo buộc ám sát Tổng thống). Chỉ hai ngày sau, Oswald đã bị bắn chết bởi Jack Ruby ngay tại đồn cảnh sát Dallas. Năm ngày sau khi Oswald bị giết, tân Tổng thống Lyndon B. Johnson thành lập Ủy hội Warren, dưới sự lãnh đạo của Chánh án Tòa Tối cao Earl Warren, tiến hành điều tra vụ ám sát. Cả Ủy hội Warren và Ủy ban Hạ viện điều tra vụ ám sát đều đưa ra kết luận Oswald là thủ phạm. Dù vậy, những người chỉ trích cho rằng Oswald hoặc không hành động một mình hoặc không dính líu gì hết vào vụ âm mưu ám sát, Oswald là nạn nhân của một vụ dàn xếp, và vụ ám sát xảy ra theo những âm mưu trái ngược với những kết luận chính thức.

## Di sản
| “ | ... my fellow Americans: ask not what your country can do for you--ask what you can do for your country. My fellow citizens of the world: ask not what America will do for you, but what together we can do for the freedom of man. | ” |
| — Lời phát biểu nổi tiếng của JFK nhân ngày lễ nhậm chức 20 tháng 1 năm 1961 tại thủ đô Washington, D.C. | |   |

Dịch nghĩa:
Truyền hình trở nên nguồn thông tin chủ đạo giúp dân chúng theo dõi các diễn biến của vụ ám sát, trong khi báo chí tỏ ra lạc hậu vì không thể cung ứng cho độc giả tin tức cập nhật. Lần đầu tiên mạng lưới truyền hình Hoa Kỳ phát sóng 24 giờ mỗi ngày. Công chúng Hoa Kỳ và các nơi khác trên thế giới đã chứng kiến trực tiếp tang lễ Kennedy và diễn biến vụ hạ sát Lee Harvey Oswald. Nhờ những biến cố lịch sử này mà công nghệ truyền hình vươn vai trưởng thành để trở nên nguồn thông tin cạnh tranh với các nhật báo.

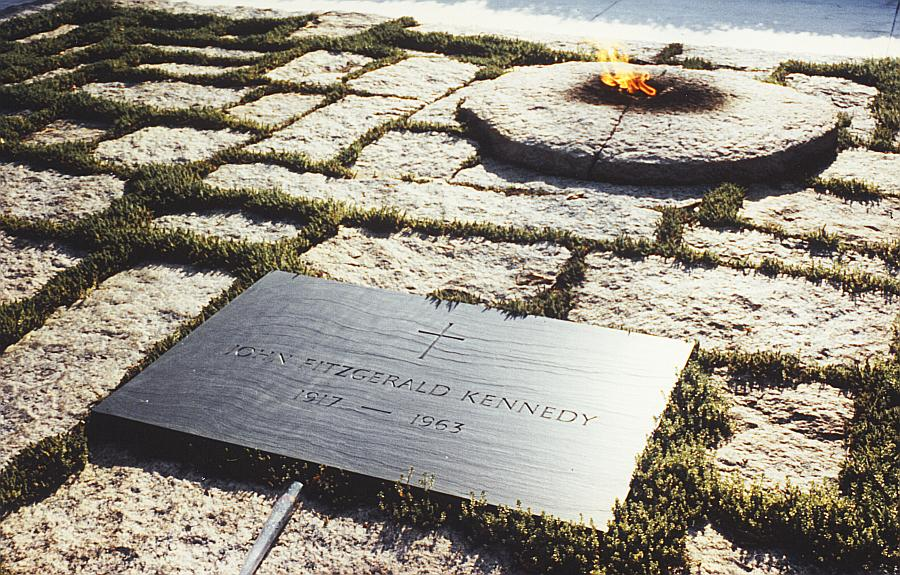
Phần mộ của Kennedy tại Nghĩa trang Quốc gia Arlington.

Ngày 14 tháng 3 năm 1967, thi thể của John F. Kennedy được đưa về an nghỉ vĩnh viễn tại Nghĩa trang Quốc gia Arlington. Đại sứ Hoa Kỳ tại Liên Hợp Quốc, Adlai Stevenson nói về vụ ám sát "tất cả chúng ta... sẽ mang nỗi đau vì cái chết của Kennedy cho đến ngày cuối cùng của đời mình". Kennedy an nghỉ cùng với vợ và các con đã chết, còn Robert, em trai ông, thì được chôn gần đó. Mộ của ông được đánh dấu bởi "Ngọn lửa Vĩnh hằng".
Mặc dù thời gian ngắn ngủi của John F. Kennedy tại Nhà Trắng, và dù trong nhiệm kỳ Tổng thống của ông không có đạo luật quan trọng nào được thông qua, Kennedy vẫn được xem là một trong những Tổng thống vĩ đại nhất của Hoa Kỳ.
Hình ảnh của Kennedy được lưu giữ trong nhiều khía cạnh của văn hóa Hoa Kỳ. Ngày 24 tháng 12 năm 1963, Phi trường quốc tế Idlewild tại New York được đổi tên thành Phi trường Quốc tế John F. Kennedy; ngày 30 tháng 4 năm 1964, một hàng không mẫu hạm được đặt tên USS John F. Kennedy. Năm 1979, Thư viện John Fitzgerald Kennedy khánh thành. Đại học John F. Kennedy được khai giảng tại Pleasant Hill, tiểu bang California năm 1964. Chân dung của Kennedy cũng xuất hiện trên đồng tiền mệnh giá nửa đô la.
Năm 1964, ông được truy tặng Giải Pacem in Terris.

## Tác phẩm
- Why England Slept (1938), luận án
- Profiles in Courage (Hồ sơ về lòng can đảm, 1957), tiểu sử
- A Nation of Immigrants (1958), tóm tắt lịch sử

## Phê phán

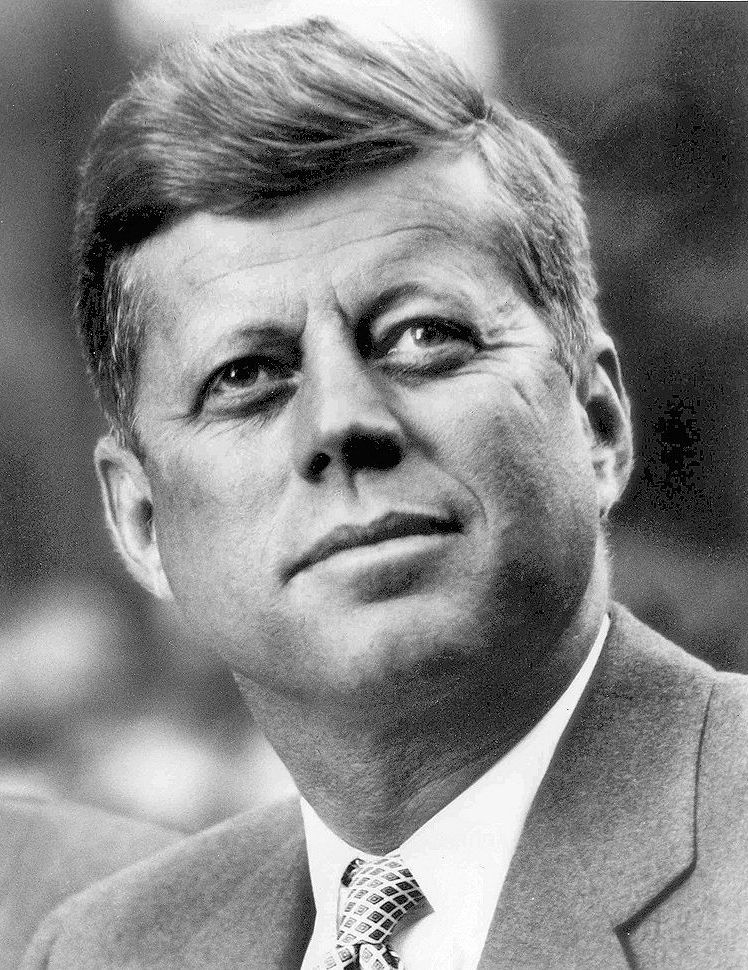
Chân dung Tổng thống Mỹ Kennedy.

Dù thuộc trong số các Tổng thống được yêu thích nhất tại Hoa Kỳ, những người chỉ trích Kennedy cho rằng tiếng tăm dành cho ông là không xứng đáng. Dù là một Tổng thống trẻ tuổi và có sức thu hút lớn, Kennedy không có nhiều cơ hội để đạt được nhiều thành quả trong nhiệm kỳ Tổng thống của mình. Theo cách lý luận này, tình cảm lớn lao công chúng dành cho Kennedy xuất phát từ sự kiện nhiệm kỳ ngắn ngủi của ông được đánh dấu bởi sự khởi đầu đầy lạc quan với nhiều chương trình hành động được cho là sẽ mang nhiều lợi ích đến cho nước Mỹ, dân chúng và các vấn đề toàn cầu. Đạo luật dân quyền được trình Quốc hội vào năm 1963, một phần là được hình thành bởi em trai ông, Bộ trưởng Tư pháp Robert F. Kennedy, và được thi hành bởi người kế nhiệm, Tổng thống Lyndon Johnson, năm 1964.
Đời tư của Kennedy thu hút sự quan tâm của những người chỉ trích ông. Họ cho rằng những lầm lẫn trong việc thẩm định đời tư sẽ dẫn đến những phán đoán sai lệch về sự nghiệp chính trị của ông. Nhiều chỉ trích bắt nguồn từ những tiết lộ về mức độ gia đình Kennedy che giấu cử tri nước Mỹ những thông tin về các vấn đề cá nhân như tình trạng nghiêm trọng các căn bệnh Kennedy mắc phải (chúng có thể đe dọa tính mạng ông như bệnh Addison), chế độ điều trị với liều lượng cao, những quan hệ ngoài hôn nhân trong thời gian dài, và những nghi vấn về những dính líu đến các nhân vật thuộc các tổ chức tội phạm. Seymour Hersh trong Dark Side of Camelot (Mặt trái của Camelot), 1998, đã đưa ra những lập luận như trên. An Unfinished Life (Cuộc đời dang dở), 2003, của Robert Dallek là một sách tiểu sử với quan điểm quân bình hơn, cũng chứa đựng nhiều chi tiết liên quan đến sức khỏe của Kennedy.

## Câu nói nổi tiếng
Trong bài phát biểu nhậm chức ngày 20 tháng 1 năm 1961, Tổng thống Kennedy đã phát biểu một câu nói mà sau này được xem là một trong những câu nói nổi tiếng nhất của ông:
| “ | Ask not what your country can do for you - ask what you can do for your country. | ” |

Tạm dịch:
| “ | Đừng hỏi đất nước có thể làm gì cho bạn mà hãy hỏi bạn có thể làm gì cho đất nước của mình. | ” |